# Kırklareli
Kırklareli (łac. Salmydessus, starogr. Σαλμυδησσός – Salmydessos, bizant. Σαράντα Εκκλησιές – Saranta Ekklisiès, d. tur. Kırk Kilise, bułg. Лозенград – Łozengrad) – miasto w europejskiej części Turcji, stolica prowincji Kırklareli.
Według danych na rok 2023 miasto zamieszkiwało 63 790 osób, a według danych na rok 2004 całą prowincję ok. 331 000 osób. Gęstość zaludnienia w prowincji wynosiła ok. 51 osób na km².

## Miasta partnerskie
- Thimphu
- Walldorf